# Javier Herrero (hispanista)
Javier Herrero Saura (Murcia, 19 de agosto de 1926-Charlottesville (Virginia), 1 de abril de 2023) fue un reputado hispanista nacido y formado en España, nacionalizado estadounidense en 1976. Su vida académica, tras pasar por Alemania (universidades de Heildelberg y de Bonn) y Gran Bretaña (Universidad de Edimburgo), se desarrolló en Estados Unidos donde llegó a ser el jefe del Departamento de Español, Italiano y Portugués de la Universidad de Virginia, convirtiéndolo en el departamento de estudios hispánicos más prestigioso de Estados Unidos —así fue reconocido en 1990—. Autor de numerosos libros sobre literatura y cultura españolas, su obra más conocida e influyente es Los orígenes del pensamiento reaccionario español publicada en España en 1971 y reeditada en 1988 (una nueva edición a cargo de los profesores Josep Escrig Rosa y Encarna García Monerris fue publicada en 2020).
A lo largo de su dilatada vida académica recibió numerosos galardones de prestigiosas entidades como la Fundación Guggenheim o el National Endowment for the Humanities. En 1986 el rey de España Juan Carlos I lo condecoró con la Cruz de Oficial de la Orden de Isabel la Católica. La necrológica que escribió su colega y estrecho colaborador en la Universidad de Virginia, David T. Gies, para el diario español El País, terminaba diciendo: «el mundo de la literatura española ha perdido a uno de sus máximos conocedores».

## Biografía
Nacido en Murcia el 19 de agosto de 1926, estudió Derecho en la Universidad Complutense de Madrid entre 1944 y 1949, y después Filosofía y Letras, obteniendo la licenciatura de esta última en 1952. Durante sus años de estudiante fue residente en el Colegio Mayor «César Carlos», perteneciente al Sindicato Español Universitario (SEU). «Cuando lo que dominaba era la falta de libertad, este centro se constituyó en uno de los pocos ámbitos desde los cuales se pudo debatir y desarrollar el pensamiento crítico bajo la larga sombra amenazante de la dictadura», han señalado Josep Escrig y Encarna García Monerris en el Estudio Preliminar a Los orígenes del pensamiento reaccionario en español. En ese centro entabló amistad con Pío Cabanillas, Jesús Ibáñez Alonso, Jesús Aguirre, Juan Manuel Egea y, sobre todo, con Elías Díaz.
En esos años colaboró con la revista del SEU Alcalá. Revista Universitaria Española, identificándose con un falangismo «estudiantil» o «de izquierdas», bastante frecuente entre los jóvenes licenciados de la época. Fue también subdirector del Colegio Mayor José Antonio y formó parte de la junta directiva del SEU como Jefe Nacional de Formación Política. Asimismo participó en el Servicio Universitario del Trabajo (SUT) creado por el jesuita falangista José María Llanos.
Entre 1952 y 1954 fue becario del Instituto “Luis Vives” del Consejo Superior de Investigaciones Científicas (CSIC) y completó su formación con estancias en las universidades de Heidelberg (1953) y Bonn (1956). Fue profesor asistente en la cátedra de Filosofía de Santiago Montero Díaz (que fue el director de su tesis doctoral: Del ente uno de Parménides a la multiplicidad ideal platónica).
En febrero de 1956 tuvieron lugar los sucesos que iban a cambiar la vida universitaria española, que Javier Herrero no vivió porque en aquel momento se encontraba en Bonn. Entonces fue cuando decidió aceptar la oferta de una plaza como profesor asistente y lector de español en la Universidad de Edimburgo. Según David T. Gies en Edimburgo «descubrió el valor de la libertad intelectual, el placer del diálogo abierto y la importancia de la tolerancia cultural».
En 1966 dio el salto a Estados Unidos, contratado por la Universidad de Duke para impartir clases sobre literatura contemporánea. En Duke solo estuvo un año ya que a principios de 1968 pasó a ocupar la prestigiosa cátedra Mellon de la Universidad de Pittsburgh (Pensilvania). Allí impartió clases sobre literatura y cultura españolas de los siglos XVIII y XIX y también fue allí donde gestó su libro más importante y conocido Los orígenes del pensamiento reaccionario español, publicado por la editorial de Cuadernos para el Diálogo en 1971, tras conseguir pasar, no sin dificultades, la censura franquista. En 1976 adoptó la nacionalidad estadounidense.
En Pittsburgh estuvo hasta 1979. En ese año aceptó la oferta de la Universidad de Virginia para dirigir el Departamento de Español, Italiano y Portugués y se trasladó a Charlottesville con toda su familia (su esposa, Mercedes de Zulueta Clavel, y sus tres hijos, Alberto, Mercedes y Matilde). Potenció el Departamento con la contratación de distinguidos profesores como Juan Cano Ballesta y Donald Shaw, y con invitaciones a destacados escritores y académicos como Carmen Martín Gaite, Antonio Muñoz Molina, Rosa Montero, Guillermo Cabrera Infante, Isabel Allende, Jean Canavaggio, José Luis Varela Iglesias, Edmond Cros, Edward C. Riley, Colin Smith y Peter Russel, entre otros muchos, lo que le valió el reconocimiento en 1990 como el mejor departamento de estudios hispánicos de Estados Unidos.
Su primer libro, sobre la obra de Emilia Pardo Bazán, lo publicó en 1963 y el siguiente, publicado en 1966, se ocupó de Ángel Ganivet. Cinco años después publicaría su obra más conocida Los orígenes del pensamiento reaccionario español, que sigue siendo la obra de referencia sobre el tema. Pero no solo se ocupó de la literatura y de la cultura españolas de los siglos XVIII y XIX, sino que también, como ha destacado David T. Gaes, «publicó estudios sobre la Edad Media y el Siglo de Oro, entre ellos sobre La Celestina, el Lazarillo, Miguel de Cervantes (fue Presidente de la Cervantes Society of America) y Pedro Calderón de la Barca. Además de importantes artículos sobre figuras modernas como Miguel de Unamuno, Antonio Machado, Miguel Hernández, Federico García Lorca (tema de su último libro) y Salvador Dalí».